# Omar Avilán
Omar Alejandro Avilán Mendoza (ur. 29 kwietnia 1977 w Guadalajarze) – meksykański piłkarz występujący na pozycji pomocnika.

## Kariera klubowa
Avilán pochodzi z miasta Guadalajara i jest wychowankiem tamtejszego zespołu Club Atlas. W meksykańskiej Primera División zadebiutował za kadencji argentyńskiego szkoleniowca Marcelo Bielsy – 7 stycznia 1995 w zremisowanym 0:0 spotkaniu z Veracruz. Premierowego gola w najwyższej klasie rozgrywkowej strzelił rok później – 13 stycznia 1996 w wygranej 1:0 konfrontacji z Morelią. Podczas ponad dwuletniej gry w Atlasie często pojawiał się na ligowych boiskach, jednak zwykle w roli rezerwowego. Podobną funkcję pełnił w Toros Neza, gdzie występował przez rok bez większych sukcesów.
Latem 1999 Avilán został zawodnikiem CF Monterrey. Tutaj, podobnie jak w Atlasie i Toros nie zawsze wybiegał na spotkania w wyjściowym składzie, jednak był pewnym punkem zespołu. W 2003 roku wywalczył z zespołem mistrzostwo Meksyku w wiosennym sezonie Clausura, a także triumfował w rozgrywkach krajowego superpucharu – Campeón de Campeones. W ciągu pięciu lat spędzonych w Monterrey zdobył 15 bramek w 123 ligowych meczach. Jego kolejnym zespołem był Puebla FC, z którym po rozgrywkach 2004/2005 spadł do drugiej ligi meksykańskiej.
Wiosną 2006 Avilán reprezentował barwy Coyotes de Sonora z Liga de Ascenso, natomiast po pół roku powrócił do pierwszej ligi, podpisując umowę z Querétaro FC. Po rozegraniu dwóch spotkań został wypożyczony do drugoligowego Club Celaya. Latem 2007 powrócił do Querétaro, które w międzyczasie spadło już na zaplecze najwyższej klasy rozgrywkowej. W późniejszym czasie zanotował także półroczne epizody w drugoligowch Tampico Madero FC i Universidad de Guadalajara, gdzie w wieku 32 lat zakończył piłkarską karierę.

## Kariera reprezentacyjna
W 1997 roku Avilán znalazł się w składzie reprezentacji Meksyku U–20 na Młodzieżowe Mistrzostwa Świata w Malezji. Był wówczas podstawowym graczem kadry, rozgrywając wszystkie cztery mecze, za to Meksykanie odpadli w 1/8 finału.
W seniorskiej reprezentacji Meksyku Avilán zadebiutował 5 lutego 1997 w wygranym 3:1 meczu towarzyskim z Ekwadorem. Był to zarazem jego jedyny występ w kadrze narodowej.